# 鉢
鉢多罗，又称鉢盂、應量器（羅馬化：Ōryōki），简称鉢，又写作（羅馬化：hatsu，羅馬化：hati，羅馬化：bal）或盋；佛教器具，原本是一类食器，也用作梵呗中的乐器，或是法器。即“三衣一钵”中的“钵”，代表佛教的师承。
“盋”字与“鉢”字通用，但据考证是中原早就存在的名称，是盛放食物、酒水的器皿。

## 字义
“鉢”字作为“鉢多罗”的简称，是为了音译梵语而造的新字，从本声，从金（金属）或缶（陶器、盛器、器皿）。鉢可以写成缽，与盋也通用。然而，有一种观点认为，盋字古已有之，并且有篆书用例。盋是一种小型食物盛器，比盂大，合称盋盂。鉢多罗也是僧侣所用的小型食物盛器，传入中国後，两者因形、用、名皆近，故相混淆，鉢、缽、盋字也通用了。

## 起源
钵多罗随着佛教传入中国，但其实是源于古印度沙门传统，婆罗门教也有托钵乞食的苦修文化。根據婆罗门教《摩奴法論·第六章》，婆罗门的一生应该分为四个时期，每个时期有其义务、责任，最後第四期爲遁世期，为了解脱，要遁入森野，坚持苦行头陀，托钵到村落中乞食維生，且一日一食。《法論》上規定，遁世者的缽，不应使用金屬材質，可用葫蘆缽、木缽、陶缽、竹缽等。
在佛教裡，最早的、也是最重要的缽多羅是釋迦牟尼佛的石鉢。過去毗婆尸佛般涅槃後，他所用的青石鉢由龍王供奉在龍宮。釋迦牟尼佛方成道時，四大天王欲取而供養，一鉢遂化爲四部分，四天王各得一個，一起供養給釋迦牟尼佛。佛陀置於左手中，右手施以神力按壓之，四部分又化為一鉢。該石鉢一直由釋迦牟尼佛使用，傳說上面還有因合鉢時留下的四條紋路，沿襲為後代僧鉢的形制。釋迦牟尼佛在般涅槃，将三衣一鉢交付給大迦叶尊者，嘱咐他住世不般涅槃，直到 弥勒菩萨下生成佛，将衣钵传付给他。因为有代代相传的缘起，衣钵被视为佛法的继承，故在汉传佛教传统上，祖师也会将衣钵传予指定人选，表示其是自己的接班人。

## 种类

### 传统上的盋盂
盋盂，本身是一类盛放食物或儲酒水的器皿，较碗大而边宽、内卷，口小，體圓。陶瓷、金屬、石質玉质、木質均常見。
除了盛放的功能，还有种盋称为研磨鉢或研鉢，用于舂碎、研磨药物或辣椒麵等，配有研杵。
- 研缽和研杵
- 隋唐時期的白瓷缽

### 佛教的鉢
佛教文献一般取金字旁，写作鉢。僧用鉢，全名鉢多羅，又譯波多羅、波呾囉、鉢呾羅、播怛囉、鉢和羅、鉢和蘭等。僧伽於早晨（或加上中午）托缽乞食，一日一食（或晨、午各一食），信眾將布施食物裝進鉢中，僧伽不應擇食，以鉢爲量，不得貪多，故又称应量器、应器。
《四分律》記載，佛缽爲石鉢，僧鉢只可用六種：鐵缽、蘇摩缽、優伽羅缽、優伽賒缽、黑缽、赤缽。《大智度論》記載，僧人不可用八種：木鉢、石鉢、金鉢、銀鉢、琉璃鉢、摩尼寶鉢、雜寶鉢。
鉢是佛教僧用六物之一，和袈裟同樣是需要隨身攜帶的物品，也是頭陀僧的隨身物品之一；鉢在日本禪宗中還可作為修行的觀想工具，稱為“持鉢”。另外金屬鉢還可作為梵唄的樂器。
- 南傳佛教僧人所用钵的特寫照
- 東南亞的托缽僧接受食物布施
- 東南亞的托缽僧接受食物布施

## 相關概念
- 佛說放鉢經（大正藏《佛說放鉢經》 （页面存档备份，存于））
- 覆鉢式塔

## 註释
1. ↑  《中华字通》【鉢】
2. 1 2  《佛學大辭典》【鉢】【一鉢】【多羅佛缽】
3. 1 2 3 4  , 全国宗教资讯网, 中華民國內政部,   [2019-01-11], （原始内容存档于2021-05-16）
4. ↑  .   [2019-01-11]. （原始内容存档于2019-07-01）.
5. ↑  《說文》【盋】 （页面存档备份，存于）：“盋器。盂屬。从皿犮聲。或从金从本。”
6. ↑  《六书正譌》：“从皿犮声。别作鉢，非。”
宋程大昌《演繁露·盋盂》：“盋，音撥。今僧家名其食鉢爲鉢，則中國古有此名，而佛徒用之耳。盂，食器。若盋而大，今之所谓盋盂也。”
《漢書·東方朔傳》「置守宮盂下」唐顏師古注：「盂……今之所謂盋盂也。」
7. ↑  《丁福保佛學大辭典》【缽多羅】（物名）Pātra，又作波多羅，波呾囉，鉢呾羅，播怛囉，鉢和羅，鉢和蘭。略云鉢。比丘六物之一，飯器也。有泥鐵之二種，譯曰應器，又曰應量器，以體色量三者皆應法故也，又以賢聖應受人之供養者用之也。玄應音義十四曰：「鉢多羅，又云波多羅，此云薄。謂治厚物令薄而作此器也。」寄歸傳二曰：「波呾囉，鉢也。」玄應音義十三曰：「鉢和羅飯，獨證身誓經云鉢和蘭，亦梵言輕重耳，此譯云自恣食也。」盂蘭盆經宗密疏曰：「鉢和羅飯者鉢中飯也，梵云鉢多羅，此云應器。和字誤也，今時但云鉢者，略也。」六物圖曰：「二釋名者，梵云鉢多羅，此名應器。有云：體量色三皆應法故。若準章服儀云：堪受供者用之名應器，故知鉢是梵言，此方語簡省下二字。三明體者。大要有二：泥及鐵也。五分律中用木鉢犯偷蘭遮。僧祇云：是外道標故，又受垢膩故。」參照鉢盂條。
【鉢盂】（物名）或作盋盂。鉢為梵語，盂為漢語，梵漢雙舉之名。勅修清規辨道具曰：「梵云鉢多羅，此云應量器，今略云鉢，又呼云鉢盂，即華梵兼名。」演繁露曰：「東方朔傳注：盂，食器也。若盋而大，今之所謂盋盂。盋音撥，今僧家名其食器為鉢，則中國古有此名，而佛徒用之。」按說文云：盋食器也。盂屬。然則以鉢多羅為盋盂者，音義兼譯也。參照鉢多羅條。

## 延伸阅读
[在维基数据编辑]
 《欽定古今圖書集成·經濟彙編·考工典·缽部》，出自陈梦雷《古今圖書集成》